# Rosopaella swani
Rosopaella swani är en insektsart som beskrevs av Evans 1941. Rosopaella swani ingår i släktet Rosopaella och familjen dvärgstritar. Inga underarter finns listade i Catalogue of Life.